# Tameshi giri

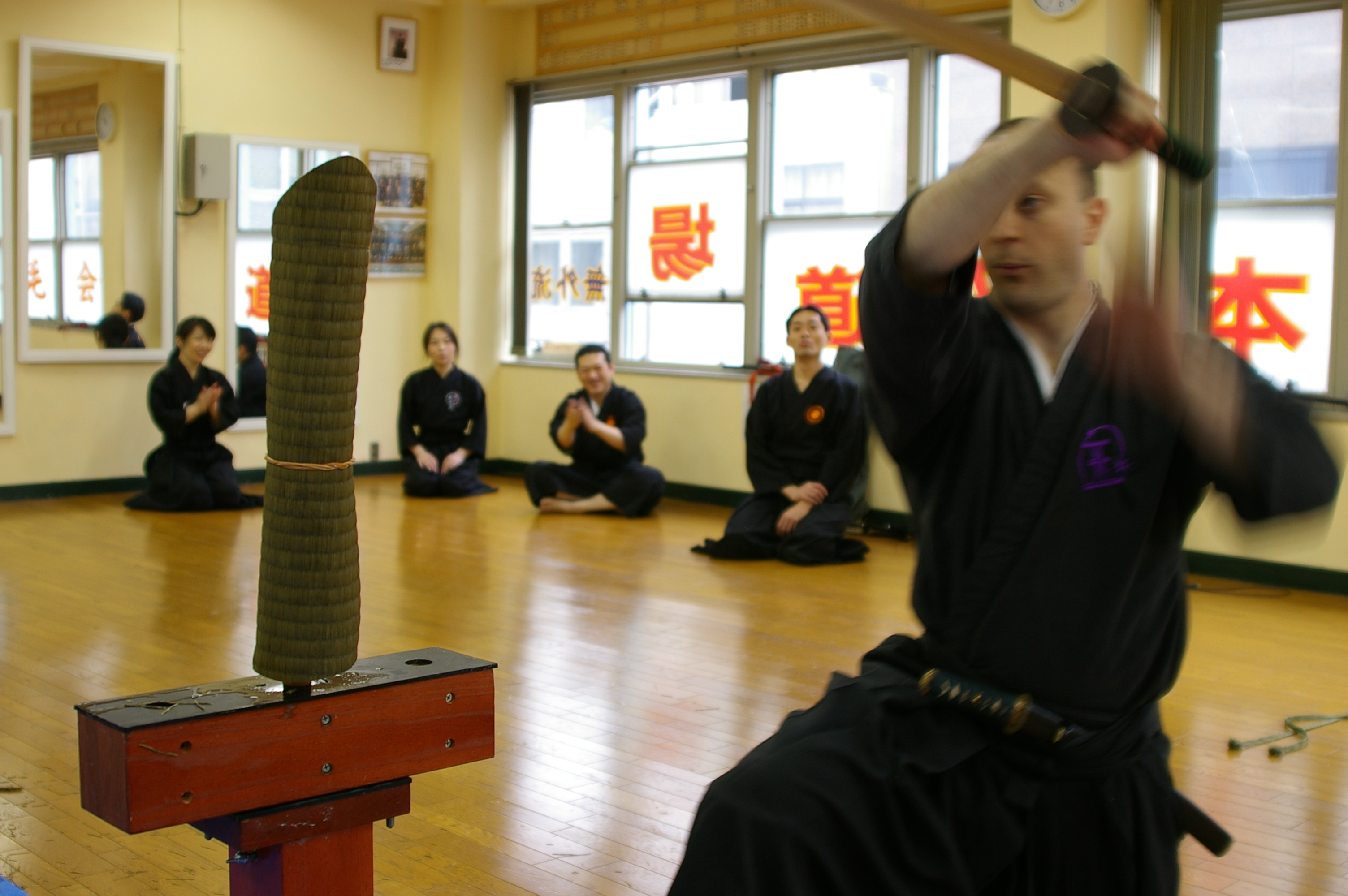
Coupe d'essai (試し斬り).

Le terme tameshi giri (試切) signifie littéralement « test de coupe ». Il s'agit de tester la capacité de coupe, et donc la qualité d'une lame, notamment de katana.
Au Moyen Âge, les tests se faisaient sur différents supports tels que des barres de fer, des casques de combat, des armures, des cadavres empilés, voire, dans certains cas et en fonction de l'exigence du forgeron ou de son « client », sur des condamnés à mort entravés. Le nombre de corps coupés lors du test était inscrit sur la soie de la lame (nakago) sous la forme de traits de lime. Certains forgerons, sûrs de la qualité de leur ouvrage, allaient jusqu'à revêtir le kimono cérémonial blanc sous leur vêtement au cas où l'échec des tests de leur lame les oblige à faire seppuku.
De nos jours, les tests de coupe se font sur des bottes de paille de riz ou de roseau, parfois renforcées en leur centre d'une tige de bambou, pour restituer la texture d'un cou humain.
Le tameshi giri est fréquemment confondu avec le battōdō, l'art de la coupe qui, associé au iaidō, constitue l'aboutissement de la voie.